# 駅前大通
駅前大通（えきまえおおどおり）は、愛知県豊橋市の地名。現行行政地名は駅前大通1丁目から3丁目。

## 地理
豊橋市中央部に位置する。東は神明町、南は西小田原町・東小田原町・新川町、北は広小路に接する。

### 学区
- 公立高等学校 - 三河学区
- 公立中学校 - 豊橋市立中部中学校[WEB 4]
- 公立小学校 - 豊橋市立松山小学校[WEB 4]

## 歴史

### 人口の変遷
国勢調査による人口および世帯数の推移。
| 1995年（平成7年）  | 267世帯 804人 |  |
| 2000年（平成12年） | 240世帯 741人 |  |
| 2005年（平成17年） | 206世帯 500人 |  |
| 2010年（平成22年） | 261世帯 508人 |  |
| 2015年（平成27年） | 275世帯 478人 |  |

### 沿革
- 1958年（昭和33年）9月12日 - 花田町・松葉町・花園町・新銭町・新川町・神明町の各一部より、駅前大通が成立[2]。

## 交通
- 国道259号（田原街道）[1]
- 愛知県道143号豊橋停車場線（駅前大通り）[3]
- 豊橋鉄道東田本線 駅前大通停留場・新川停留場[3]

## 施設
- 日本通運豊橋支店[3]
- 三菱UFJ銀行豊橋支店[3]
- 中京テレビ放送豊橋支局[3]
- ココラフロント
  - サーラコーポレーション本社
  - ホテルアークリッシュ豊橋
- 豊橋市まちなか広場
- emCAMPUS EAST
  - 豊橋市まちなか図書館
  - 豊橋市駅前窓口センター
  - 東三河広域連合旅券センター豊橋窓口
  - 豊橋公証人合同役場
  - 時事通信社豊橋支局[3]
- emCAMPUS WEST
- あいち銀行豊橋支店・豊橋南支店
- 名古屋銀行豊橋支店・瓦町支店
- 十六銀行豊橋支店
- 三十三銀行豊橋支店
- 清水銀行豊橋支店
- 豊橋信用金庫中央支店駅前出張所
- 野村證券豊橋支店
- SMBC日興証券豊橋支店
- 岡地証券豊橋支店
- 豊橋駅前郵便局
- 東海漬物本社

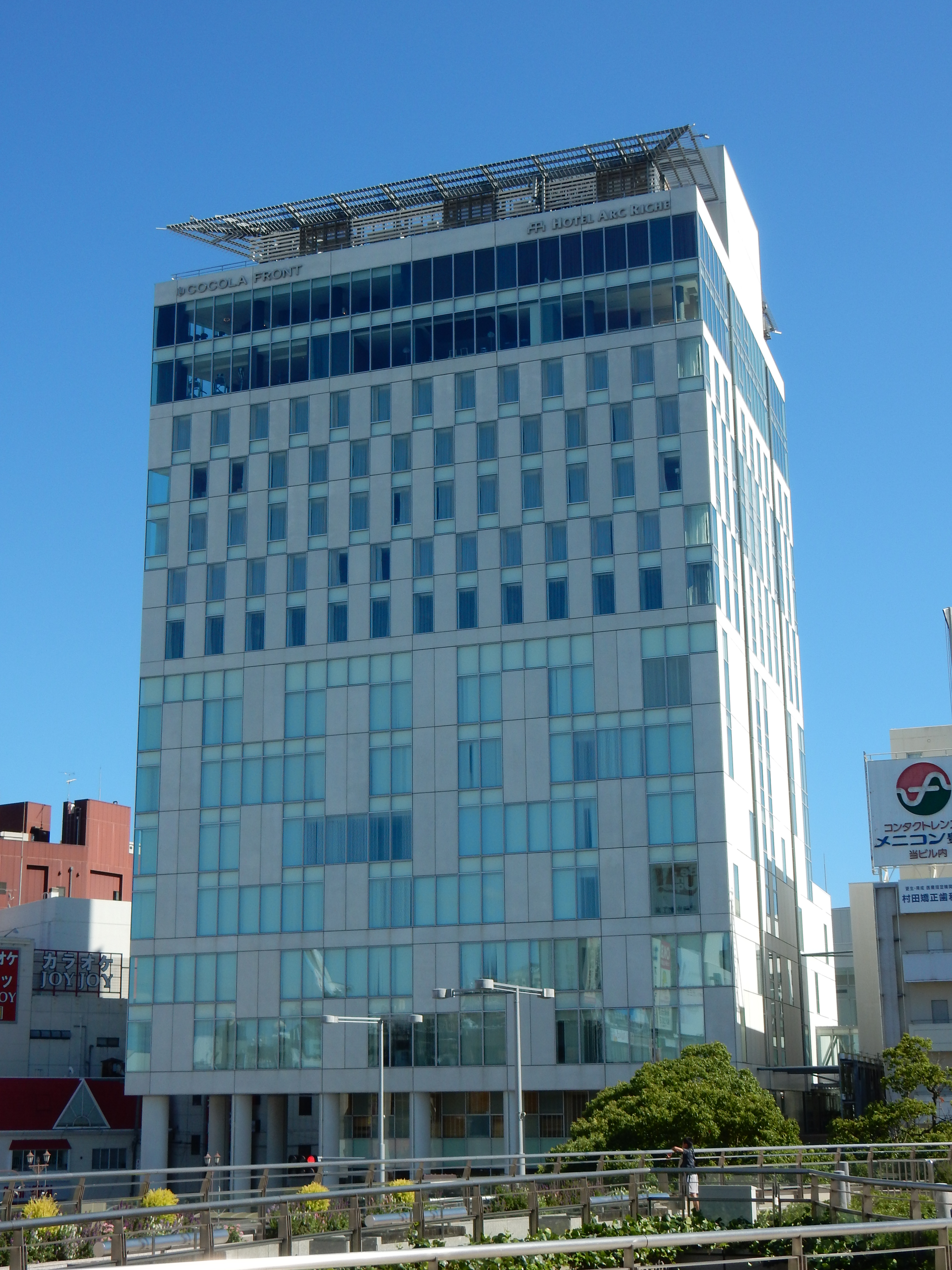
ココラフロント（サーラタワー）
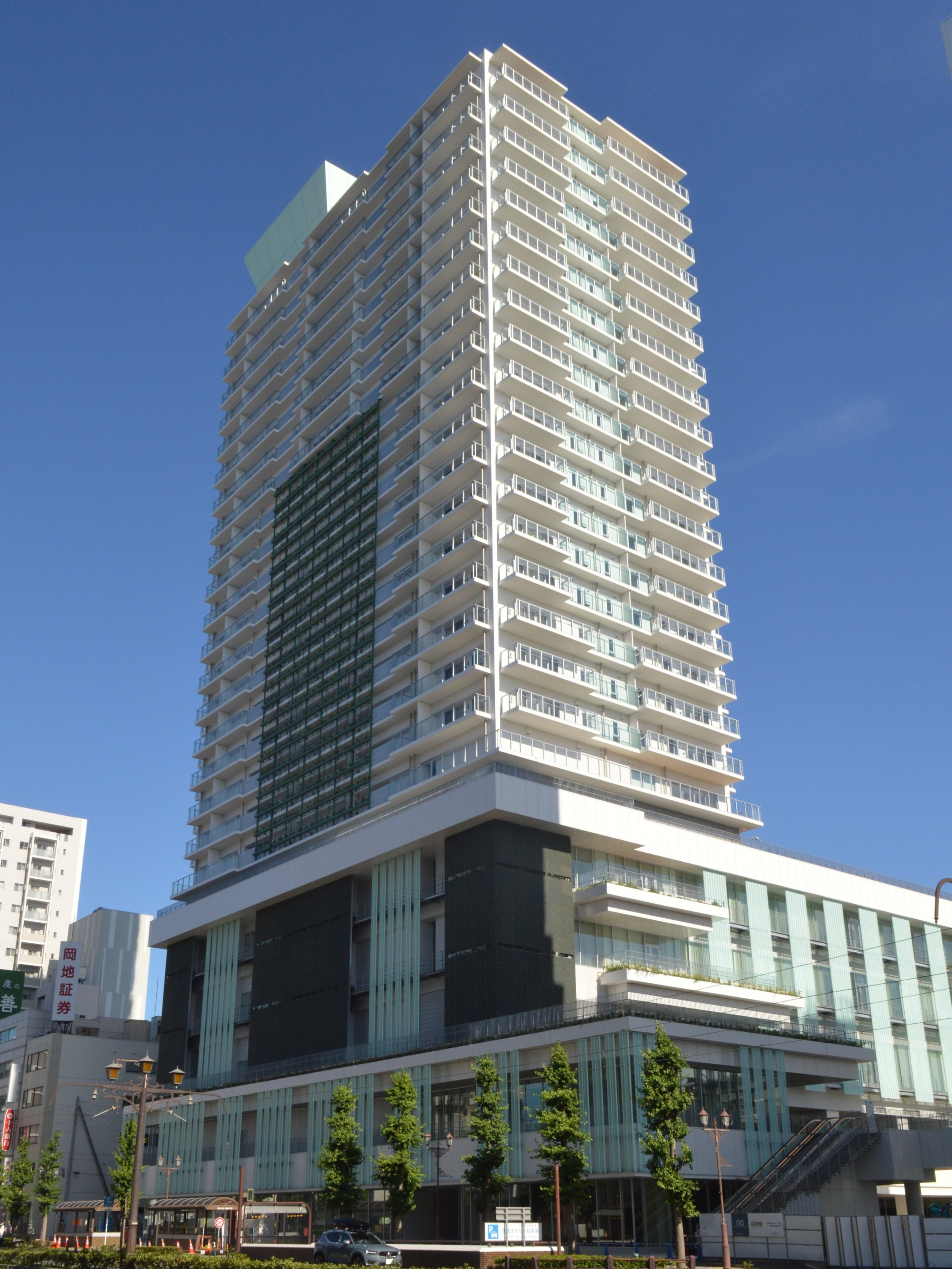
emCAMPUS EAST

### WEB
1. ↑  総務省統計局 (2017年1月27日). “平成27年国勢調査の調査結果(e-Stat) - 男女別人口及び世帯数 －町丁・字等” (CSV). 2021年7月21日閲覧。
2. ↑  “愛知県豊橋市の郵便番号一覧”.   日本郵便. 2023年4月13日閲覧。
3. ↑  “市外局番の一覧” (PDF).   総務省 (2022年3月1日). 2022年3月22日閲覧。
4. 1 2  豊橋市教育委員会学校教育課学事グループ (2021年3月1日). “豊橋市小・中学校通学区域早見表” (PDF).   豊橋市. 2024年11月15日閲覧。
5. ↑  総務省統計局 (2014年3月28日). “平成7年国勢調査の調査結果(e-Stat) - 男女別人口及び世帯数 －町丁・字等” (CSV). 2021年7月20日閲覧。
6. ↑  総務省統計局 (2014年5月30日). “平成12年国勢調査の調査結果(e-Stat) - 男女別人口及び世帯数 －町丁・字等” (CSV). 2021年7月20日閲覧。
7. ↑  総務省統計局 (2014年6月27日). “平成17年国勢調査の調査結果(e-Stat) - 男女別人口及び世帯数 －町丁・字等” (CSV). 2021年7月21日閲覧。
8. ↑  総務省統計局 (2012年1月20日). “平成22年国勢調査の調査結果(e-Stat) - 男女別人口及び世帯数 －町丁・字等” (CSV). 2021年7月21日閲覧。
9. ↑  総務省統計局 (2017年1月27日). “平成27年国勢調査の調査結果(e-Stat) - 男女別人口及び世帯数 －町丁・字等” (CSV). 2021年7月21日閲覧。

### 書籍
1. 1 2 3  「角川日本地名大辞典」編纂委員会 1989, p. 1784.
2. ↑  吉川利明 1976, p. 56.
3. 1 2 3 4 5 6  「角川日本地名大辞典」編纂委員会 1989, p. 1785.